# Kaspar Schulz Brauereimaschinenfabrik & Apparatebauanstalt
Kaspar Schulz Brauereimaschinenfabrik & Apparatebauanstalt ist ein inhabergeführtes, mittelständisches deutsches Familienunternehmen in der 10. Generation mit Sitz im oberfränkischen Bamberg. Es ist spezialisiert auf die Produktion von Fabrikationsanlagen für die Herstellung von Bier, Malz und Whisky. Das seit 1677 bestehende Unternehmen ist der älteste noch existierende Industriebetrieb Bambergs und einer der ältesten metallverarbeitenden Betriebe Deutschlands. Kaspar Schulz ist Mutterunternehmen und Stammbetrieb der „SCHULZ Markenfamilie“.

## Geschichte

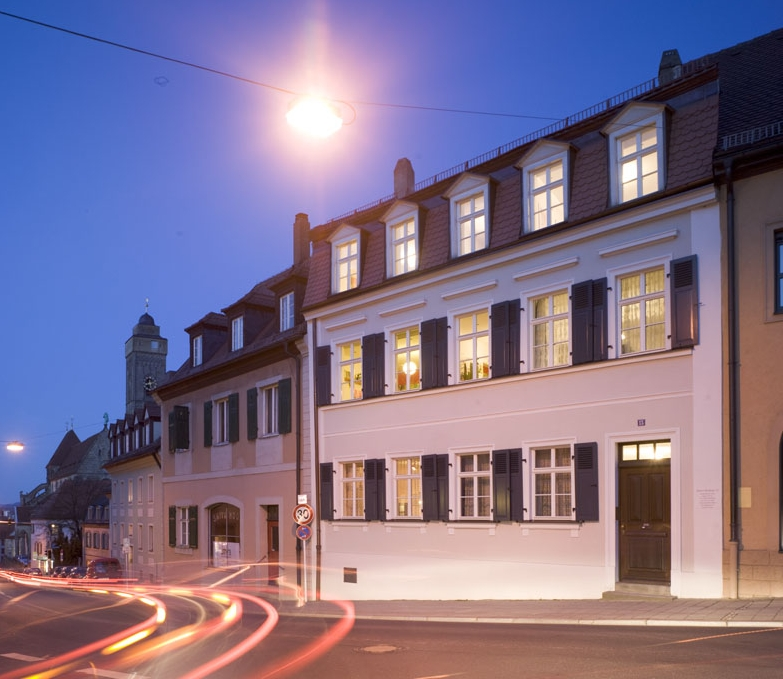
Stammhaus von Kaspar Schulz 1677–1887

Die Geschichte des Unternehmens lässt sich ohne Unterbrechung bis in das Jahr 1677 zurückverfolgen, als der aus dem schlesischen Greiffenberg stammende Christian Schulz, Kupferschmiedgeselle in Bamberg, die Witwe seines verstorbenen Meisters heiratete und damit selbstständig wurde. Die Familiengeschichte von Christian Schulz in Greiffenberg lässt nicht eindeutig rekonstruieren, da das entsprechende Kirchenbuch fehlt. Stammhaus der Familie Schulz in Bamberg und der Kupferschmiedewerkstatt war über mehr als zwei Jahrhunderte das Haus Unterer Kaulberg 15, inmitten des UNESCO-Welterbes Altstadt von Bamberg. Die Chronologie des Hauses als Kupferschmiedewerkstatt und vorher als Werkstatt eines Dachdeckers lässt sich noch deutlich weiter in die Vergangenheit zurückverfolgen.
Im 18. Jahrhundert traten die Nachfahren von Christian Schulz als Kupferschmiede in prägender Weise bei der kunsthandwerklichen Innenausstattung und Außengestaltung von Kirchen im Bistum Bamberg hervor. Der bedeutendste Auftrag war die Dacheindeckung der Türme des Bamberger Doms nach den Plänen Johann Jakob Michael Küchels 1765–1767. Bei den Schlussarbeiten verlor Kupferschmiedemeister Tobias Schulz, Enkel von Christian Schulz, am 31. Dezember 1767 durch den Sturz vom Südostturm sein Leben. Er wurde im Kreuzgang des Domes begraben. Neben kirchlichen Aufträgen wurden im 18. und 19. Jahrhundert Gebrauchsgegenstände aus Kupfer für Privathaushalte und Gefäße für das Bierbrauen hergestellt. Die älteste, noch in Gebrauch befindliche Brauanlage der Schulz’schen Kupferschmiede steht im ehemaligen Schlüsselfelder Kommunbrauhaus, das 1994–1996 im Fränkischen Freilandmuseum Bad Windsheim wiederaufgebaut und revitalisiert wurde. Auf dieser Anlage wird das Museumsbier gebraut.
Am 13. März 1879 erfolgte in der 7. Generation unter (Johann) Kaspar Schulz (1856–1915) der Eintrag in das Gewerbebuch der Stadt Bamberg. Wie Geschäftsbücher belegen, behielt Kaspar Schulz das vielfältige Dienstleistungs- und Warenangebot eines Kupferschmieds bei, jedoch vollzog sich unter seiner Ägide eine Spezialisierung des Portfolios auf die Produktion, Installation und Wartung von Brauereitechnik (Sudpfannen, Kühlschiffe etc.). Aufgrund der beengten Raumverhältnisse und der gestiegenen Nachfrage verlagerte Kaspar Schulz 1887 die Kupferschmiedewerkstatt vom Unteren Kaulberg an der Fernstraße nach Würzburg gelegen in die Innenstadt Bambergs (Frauenstraße 15). Kaspar Schulz blieb als Firmenname bestehen und wurde von den folgenden Generationen beibehalten. Mit dem räumlichen Umzug ging der Wandel von der rein handwerklich geprägten Kupferschmiedewerkstatt hin zum Industriebetrieb einher. In den 1920er Jahren wurde unter Adalbert Schulz (8. Generation) die Produktionspalette um den Apparatebau, darunter Mälzereimaschinen, Destillierapparate für Schnapsbrennereien und Sterilisationsapparate (i.S. von Desinfektion) für Krankenhäuser, erweitert. Diese wurden europaweit (Schweden, Jugoslawien) und international (China) nachgefragt.

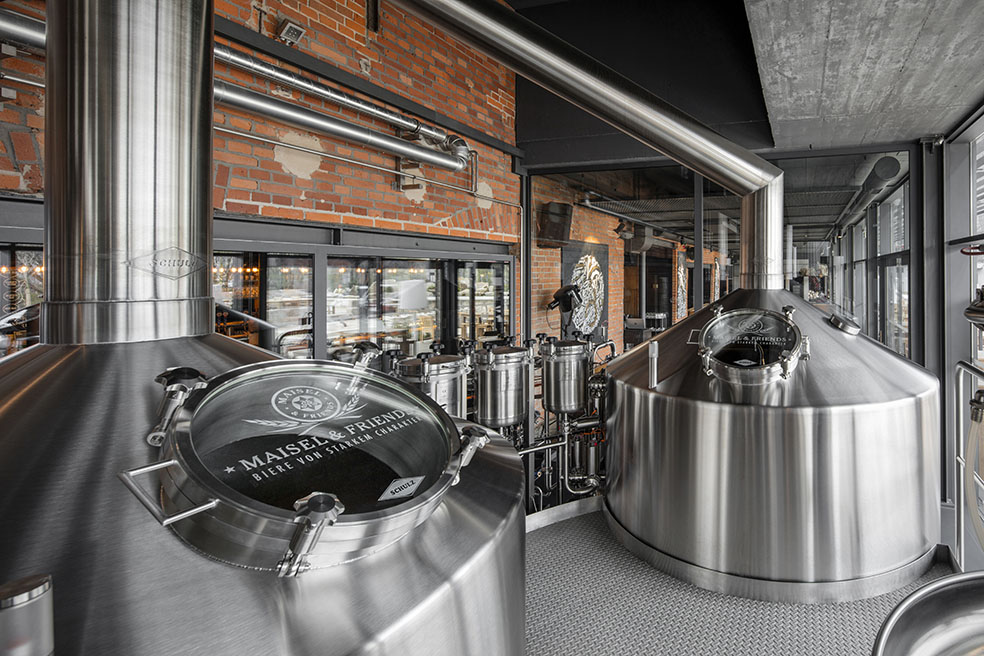
Typisches 3-Geräte-Sudhaus von Kaspar Schulz 2016

Während des Zweiten Weltkriegs wurde der Betrieb zur Herstellung von Gehäusen für Seeminen verpflichtet. Nach 1945 erfolgte schrittweise die Verlegung des Unternehmens an den heutigen Standort am Stadtrand Bambergs (Hallstadter Straße 174, nach einer Straßenumbenennung: Kaspar-Schulz-Straße 1). Seit dieser Zeit wurden die Produktionsstätten kontinuierlich ausgebaut und modernisiert (Bauabschnitte 1956, 1968, 1979, 1989, 1994, 2014). Bereits 1947 war die Produktion von Spezialtanks aus Aluminium aufgenommen worden, 1965 folgte die Herstellung von Behältern aus Edelstahl. Die erste vollautomatische Schulz-Sudhaussteuerung wurde 1973 konzipiert und bei der Würzburger Hofbräu erstmals realisiert. Infolge der starken und Fusions- und Konzentrationsprozesse im Brauwesen wurde 1985 unter Günter Schulz-Hess (9. Generation) mit der Produktion von Craftbeer- und Erlebnisbrauereien mit einer Anlagengröße von 2,5 bis 30 hl begonnen, die einen Trend zurück zur Biervielfalt auslösten bzw. diesen Trend international mitgestalteten. Mit über 385 realisierten Anlagen, die in 67 Ländern (Stand: 1. Juni 2016) stehen, ist Kaspar Schulz in diesem Bereich Marktführer.

## Innovationen und Entwicklung seit 2000

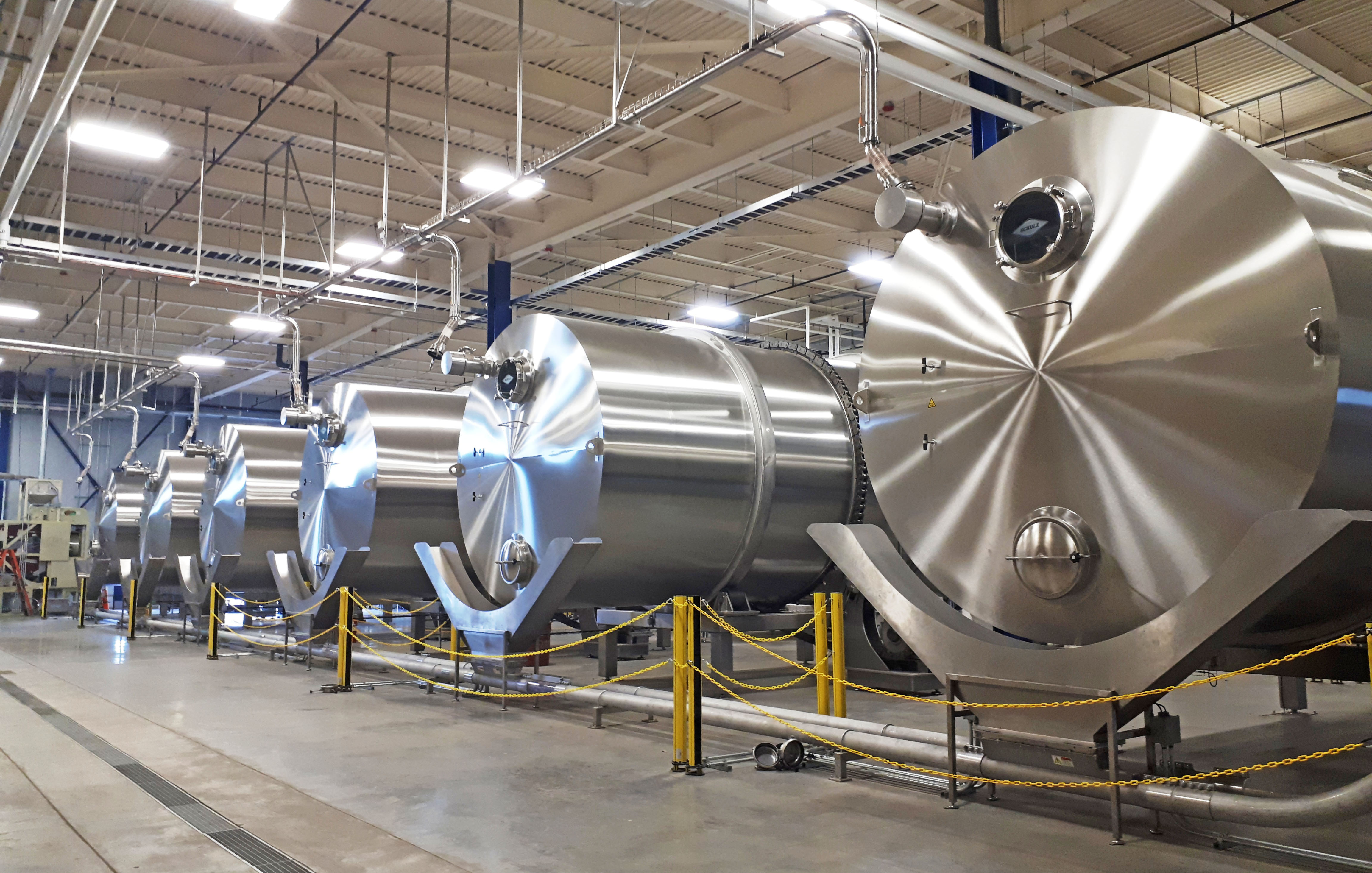
Mälzungssystem von Kaspar Schulz mit 6 Trommeln

Schulz verfügt über eine eigene Forschungs- und Entwicklungsabteilung. Die Markteinführung des Würzekochsystems “SchoKo” 2001, ein Nachverdampfungsverfahren, das eine Einsparung von bis zu 70 Prozent an Primärenergie gegenüber herkömmlichen Kochverfahren ermöglicht, wurde 2003 mit dem Bayerischen Energiepreis prämiert. 2005 wurde der Optimaischer, ein System zur gleichmäßigen und staubfreien Maischeeinbringung, vorgestellt. Im Rückgriff auf Bewährtes werden unter der Ägide von Johannes Schulz-Hess (10. Generation) seit 2014 wieder Mälzungsanlagen gefertigt. Dadurch soll insbesondere die regionale Produktion von Malz für Brauereien, Destillen und Lebensmittelbetriebe ermöglicht werden. Mälzereianlagen von Schulz stehen in den USA, in Italien, in der Schweiz, Österreich, in Schweden, Mexiko, Südkorea und Japan.

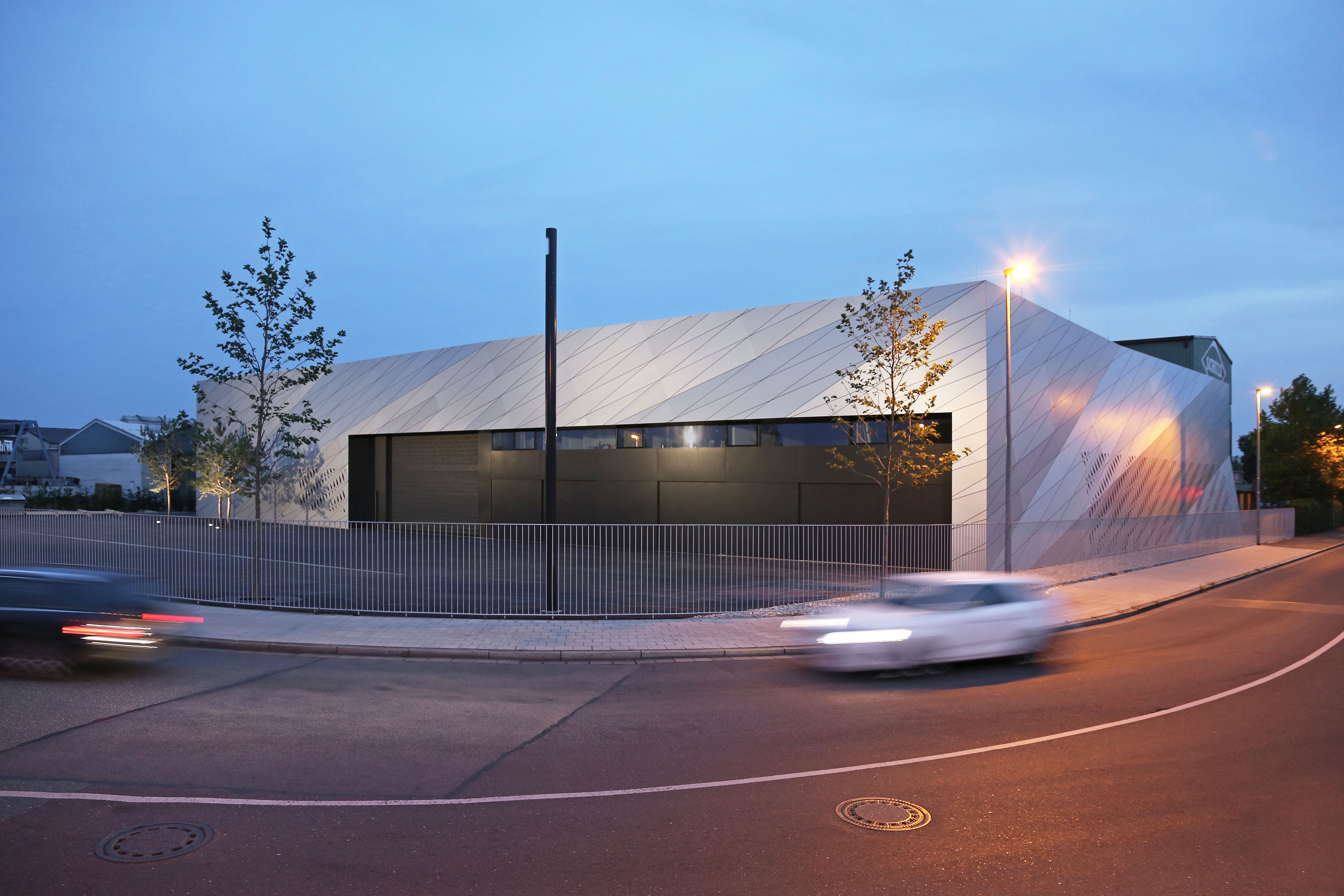
Ende 2014 in Betrieb genommene Produktionshalle in Bamberg, mit einer Fläche von 2.000 m²

Im Juli 2015 wurde das Unternehmen, das mit der Inbetriebnahme einer neuen Produktionshalle Ende 2014 seine Produktionsfläche um 2.000 m² vergrößert hatte, in besonderer Anerkennung für dessen Innovationskraft mit dem vom Bayerischen Staatsministerium für Wirtschaft und Medien, Energie und Technologie ausgelobten Preis „Bayerns Best 50“ ausgezeichnet. Im Juni 2016 erfolgte mit der Wahl unter die TOP 100 beim deutschen Mittelstands-Summit in Essen eine weitere Anerkennung auf Basis eines wissenschaftlichen Auswahlverfahrens, die 2019 mit der erneuten Wahl unter die TOP 100-Innovatoren in Frankfurt bestätigt wurde. Eine Weiterführung der Idee der eigenen Malzherstellung ist die Entwicklung und Fertigung von Whisky-Brennereien speziell für Brauer (seit 2018). Damit knüpft Schulz an die Tradition der Herstellung eigener Destillen in den 1920er Jahren an.

## SCHULZ Markenfamilie
Mit der Übernahme des 1946 gegründeten Unternehmens Hinke Tankbau GmbH mit Sitz im oberösterreichischen Vöcklamarkt zum 1. Januar 2016, das auf die Fertigung von Behältern für die Brauerei- und Getränkebranche sowie der pharmazeutischen und chemischen Industrie spezialisiert ist, können nun große Tanks bis 12 m Durchmesser, 40 m Höhe und 1.500.000 l Inhalt im Stehen gefertigt und damit auch die Nachfrage ausstoßstärkerer Brauereien in diesem Bereich bedient werden. Der Erwerb von Hinke Tankbau war ein entscheidender Schritt auf dem Weg zum Systemanbieter mit kompletten Lösungen für alle branchenrelevanten Anwendungsbereiche. Im Sinne dieser Ausrichtung folgte 2019 die Übernahme des Mainleuser Unternehmens Künzel Maschinenbau GmbH, mit dessen Schwerpunkt im vorgelagerten Bereich des Bierbrauens, d. h. von der Malzannahme bis zur Schrotmühle. Dieses Unternehmen wurde jedoch im November 2023 wieder veräußert. 2020 komplettierte die Übernahme des bisherigen Mitbewerbers Esau & Hueber GmbH aus Schrobenhausen mit seinen besonderen Kompetenzen im Kalt-, Hefe- und Belüftungsbereich diese Strategie. Die zwei erworbenen Unternehmen bilden zusammen mit dem Stammbetrieb in Bamberg die ''SCHULZ Markenfamilie''.